# Gmina Grębów
Die Gmina Grębów ist eine Landgemeinde im Powiat Tarnobrzeski der Woiwodschaft Karpatenvorland in Polen. Ihr Sitz ist das gleichnamige Dorf.

## Gliederung
Zur Landgemeinde (gmina wiejska) Grębów gehören folgende neun Dörfer mit einem Schulzenamt:
Grębów
Grębów-Zapolednik
Jamnica
Krawce
Poręby Furmańskie
Stale
Wydrza
Zabrnie Górne
Żupawa
Weitere Orte der Gemeinde sind:
Barany
Borek
Grądki
Jeziórko
Kąt
Niwa
Nowy Grębów
Palędzie
Piasek
Sokół
Stary und Nowy Sulechów
Szlachecka
Wiry